# Acidente do Cirrus SR20 G2 prefixo PR-ETJ
Na manhã de 21 de outubro de 2019 ocorreu a queda de uma aeronave de pequeno porte modelo Cirrus SR20 G2 no bairro Caiçara região noroeste de Belo Horizonte no estado de Minas Gerais.

## O acidente
Informações não confirmadas dizem que a aeronave teria decolado do Aeroporto de Belo Horizonte-Carlos Prates com destino ao Aeroporto de Ilhéus no estado da Bahia, por volta das 8:15 hs (UTC-3 horário de Brasília) a aeronave de modelo Cirrus SR20 G2 fabricada em 2007 caiu no bairro residencial de Caiçara entre as ruas Minerva e Rosinha Sigaud, no momento da queda a aeronave incendiou-se atingiu dois carros no local, segundo o comandante dos bombeiros de Belo Horizonte existem três vítimas fatais e mais três feridas. Uma das vítimas estava na aeronave, outra era um possível pedestre e a última estava dentro de um dos carros. Técnicos do Cenipa e da Força Aérea Brasileira deixaram o Rio de Janeiro para ir investigar o acidente em Belo Horizonte.

### Confirmada mais uma fatalidade
Um dos sobreviventes o piloto da aeronave Allan Duarte de Jesus Silva de 29 anos, que teve 100% do corpo queimado não resistiu e veio a óbito na tarde do dia 22 de outubro. Ele estava internado na UTI do Hospital João XIII, os outros dois sobreviventes continuam internados no mesmo hospital, o dono da aeronave Srrael Campras dos Santos de 33 anos e o militar Thiago Funghi Alberto Torres de 32 anos. Srrael teve 32% da área corporal queimada, já Thiago teve 55% e deve passar por cirurgia ainda esta semana.

## A aeronave
A aeronave envolvida no acidente era da Cirrus Aircraft fabricante estadunidense, o modelo era um Cirrus SR20 G2 que foi fabricado em 2007 foi usada para instrução de voo pela Escola Aeronáutica EJ, também foi propriedade da Helicon Táxi Aéreo, uma empresa sediada no Paraná que vendeu a aeronave à três meses para o senhor Srrael Campras dos Santos. Segundo a ANAC a aeronave podia voar mas não podia realizar serviços de táxi aéreo.